# 欲望 (1967年の映画)
『欲望』（よくぼう、Blowup）は、1967年のイギリス・イタリア・アメリカ合作映画。
アルゼンチンの作家フリオ・コルタサルの小説『悪魔の涎』を下敷きに、ミケランジェロ・アントニオーニが脚本を書いた。アントニオーニ初の英語作品であり、カラー撮影としては第2弾にあたる。

## 概要

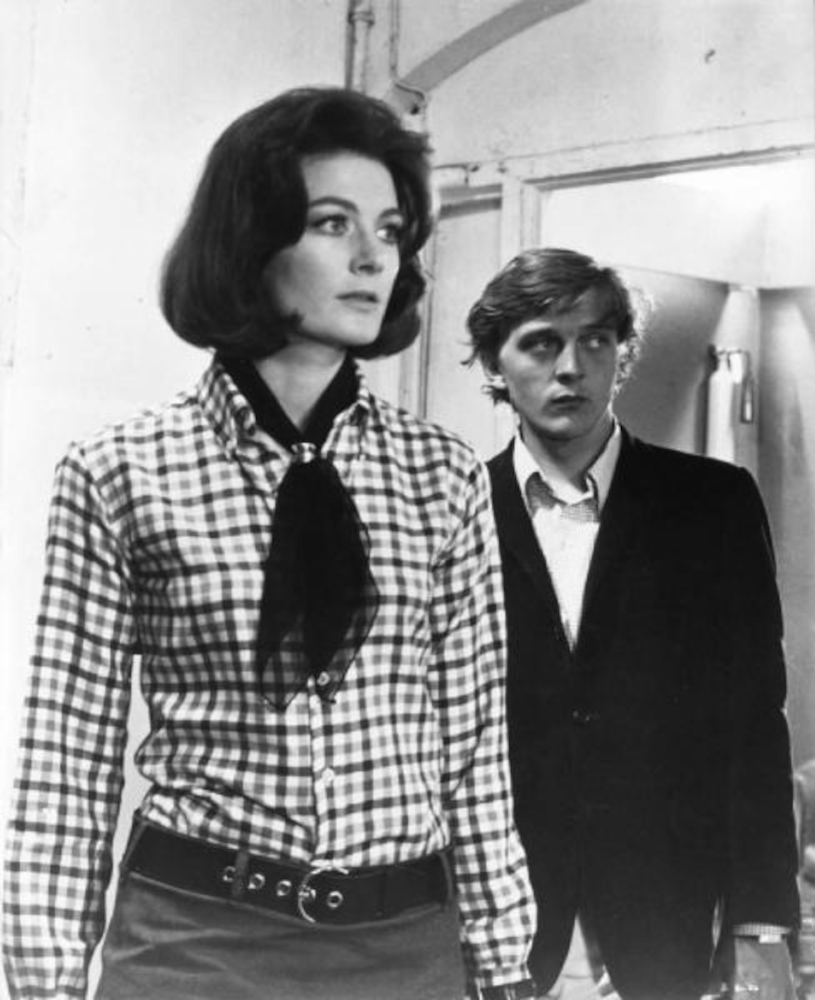
ヴァネッサ・レッドグレイヴとデヴィッド・ヘミングス

1960年代中盤のロンドンを舞台に、人気カメラマンの主人公が撮った、ある写真にまつわる奇妙な出来事を描く。「スウィンギング・ロンドン」と言われた、当時のイギリスの若者のムーブメントを織り交ぜつつ、サスペンスかつ不条理な独特の世界観となっている。1967年のカンヌ国際映画祭にてパルム・ドールを受賞。
音楽はハービー・ハンコック。監督のアントニオーニは当初、BGM無しで映画を作ろうとしたが、ロケ地のロンドンで聴いたハンコックのジャズを気に入り採用したという。この映画でハンコックは、ジャズ以外にもポップ・ミュージック指向の強い楽曲も披露している。
ゲストとして、ヤードバーズがライブハウスのシーンで出演した。ギタリストのジェフ・ベックとジミー・ペイジが、ツイン・リードとして同バンドに参加していた時代の貴重な映像としても知られる。本来この映画では「Train Kept A Rollin'」を演奏するはずであったが、同曲の権利を保有する音楽出版社が多額の利用料を請求して来たため、やむを得ず替え歌として「Stroll On」という曲を演奏した。なお、当初はザ・フーに出演が依頼されたが、監督のギターを壊して欲しいという要望に、当時このパフォーマンスばかりが一人歩きしていることにうんざりしていたリーダーでギタリストのピート・タウンゼントが断ったという。完成した映画では、監督の要望通りベックがギターを壊す演技をしている。
もっともベックはタウンゼントとは異なり、通常、ステージでギターを壊すようなことはしなかった。だがこの映画の出演を機に、一時期ヤードバーズのライブでギターや機材壊しを盛んに行っていたという。

## キャスト
- トーマス - デヴィッド・ヘミングス
- ジェーン - ヴァネッサ・レッドグレイヴ
- ザ・ブロンド - ジェーン・バーキン
- パトリシア - サラ・マイルズ
- ヤードバーズ（ゲスト出演）
- ツァイ・チン - スタジオの受付係

## ストーリー
1960年代のロンドン。若き人気ファッション・カメラマンのトーマスは、ある日公園の原っぱで戯れる中年の紳士風の男と若い女のカップルを見かけ、彼らの行動を盗撮した。女はトーマスが自分達の写真を撮っていたのに気づき、ネガフィルムを渡すように懇願してきたが、いつのまにか一緒にいた男が消えたのを見るや否や、駆け出し去っていった。
トーマスはとりあえずその場を逃れたものの、女はトーマスのスタジオに突然現れ、再びフィルムを要求する。トーマスは女との駆け引きを楽しんだ後フィルムを渡すが、それは本物とすり替えた偽物であった。
トーマスは改めてそのフィルムをプリントする事にした。すると、のどかな風景として撮影したはずの写真に、何か違和感のある点が見つかる。その部分を引き伸ばし（Blow Up）してみると、そこには不自然な方向に視線を送る女、草陰から銃口を向けている人物、そして撃たれて倒れたらしき人物の姿が写し出されていた。トーマスは写真の真相を知るため、再び公園に向かう。